# Maria Egipcíaca
Maria Egipcíaca, que va viure a Egipte al segle iv, va ser una cortesana d'Alexandria, penedida i convertida al cristianisme, venerada com a santa en les esglésies catòlica, ortodoxa i copta.

## Historicitat
Les fonts que se'n conserven de la vida, principalment la Vita atribuïda al patriarca Sofroni de Jerusalem, tenen poc valor historiogràfic i els fets presentats són sobretot llegendaris. La llegenda es basa en la presència, a Palestina, d'una tomba d'una santa eremita anomenada Maria, que ja se cita al segle iv. Al voltant, seu, es va anar teixint un seguit de llegendes, probablement només una història moral inventada per a l'edificació, a partir d'elements de les històries de Maria Magdalena o altres eremites.

## Llegenda

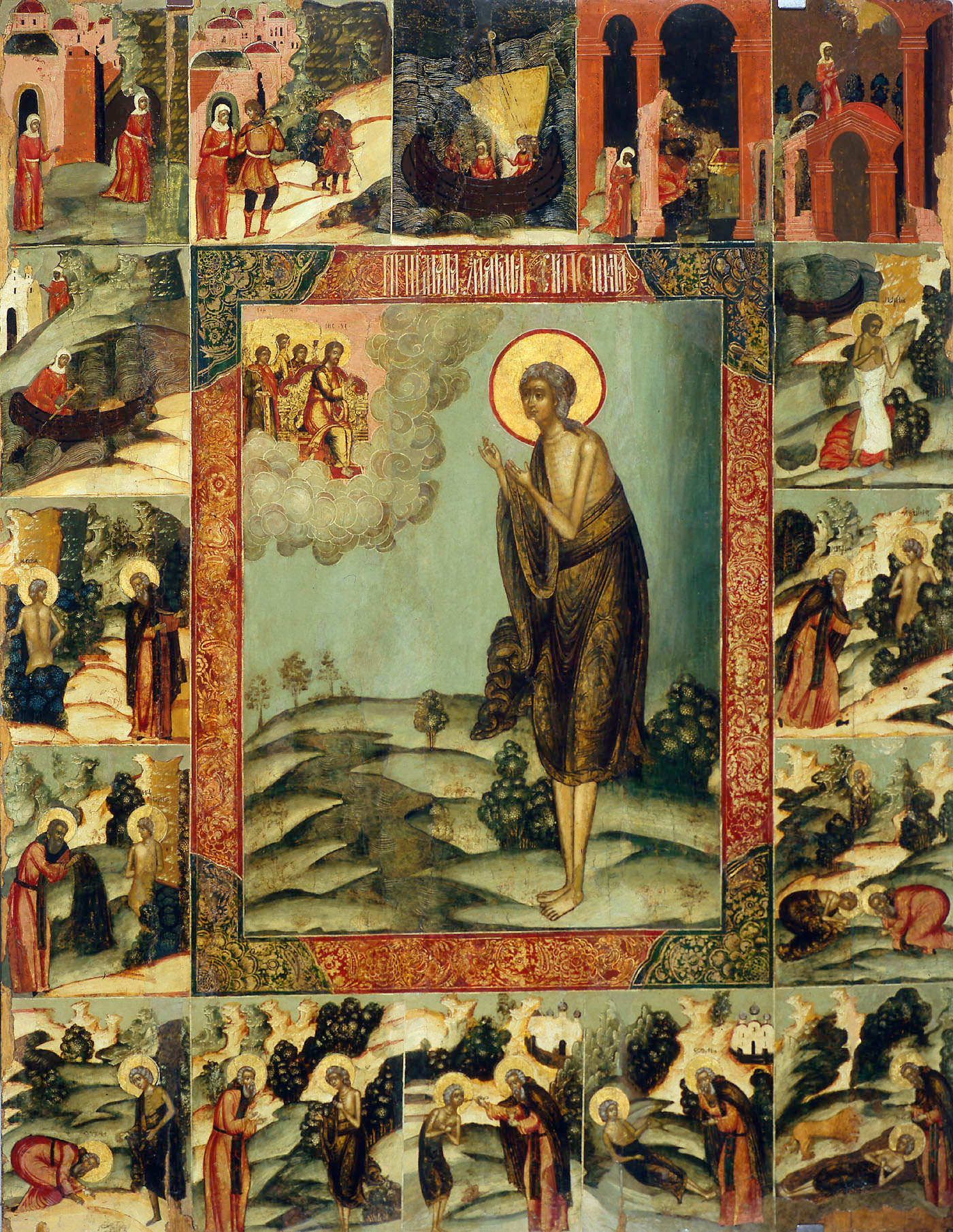
Icona russa amb la llegenda de la santa,.

Maria havia nascut cap al 344 a Alexandria. Als dotze anys va fugir de casa seva i es va lliurar a una vida dissoluta, convertint-se en prostituta. Als vint-i-nou anys, va trobar un grup de pelegrins que embarcaven cap a Jerusalem; com que desitjava deixar Egipte, va embarcar amb ells, seduint de camí bona part dels pelegrins i tripulants. En arribar a Jerusalem, era la diada de la Santa Creu: una força misteriosa li impedia apropar-se amb els seus companys a la basílica del Sant Sepulcre i s'adonà llavors que no era digna de poder entrar al temple del Crist que ella menyspreava amb la seva conducta. Pregà llavors davant una icona de la Mare de Déu i pogué entrar a adorar la Creu, sentint una veu interior instant-la a travessar el riu Jordà i retrobar-hi la pau.
Va retirar-se, doncs, al desert que hi havia a l'altra banda del Jordà; penedida de la seva vida anterior, es purificà immergint-se al riu i rebent la comunió a la basílica de Sant Joan Baptista que hi havia a la vora. Va viure retirada al desert com a eremita i errant solitària, consagrada al recolliment i la pregària. Durant els 47 anys del seu retir només es nodria de les herbes que trobava. El monjo Zòsim, que feia un pelegrinatge, la va trobar: el relat de Sofroni diu que era molt prima, despullada i coberta per llargs cabells blancs que li feien de vestit. Maria explicà a Zòsim la seva vida i va combregar; Zòsim marxà i prometé a Maria que hi tornaria l'any següent a trobar-la. Un anys després, Zòsim trobà Maria morta, amb el mantell que ell li havia donat i amb un lleó que li estava cavant una tomba amb les urpes.

## Veneració
El culte envers l'eremita es difongué ràpidament per tota la cristiandat, malgrat la feblesa del seu fonament històric. La seva celebració és el 2 d'abril a Occident i el dia anterior a les esglésies orientals. És la santa patrona de les prostitutes redimides. A Roma, l'antic temple de Portú va esdevenir església dedicada a la santa, contribuint així a la seva conservació.

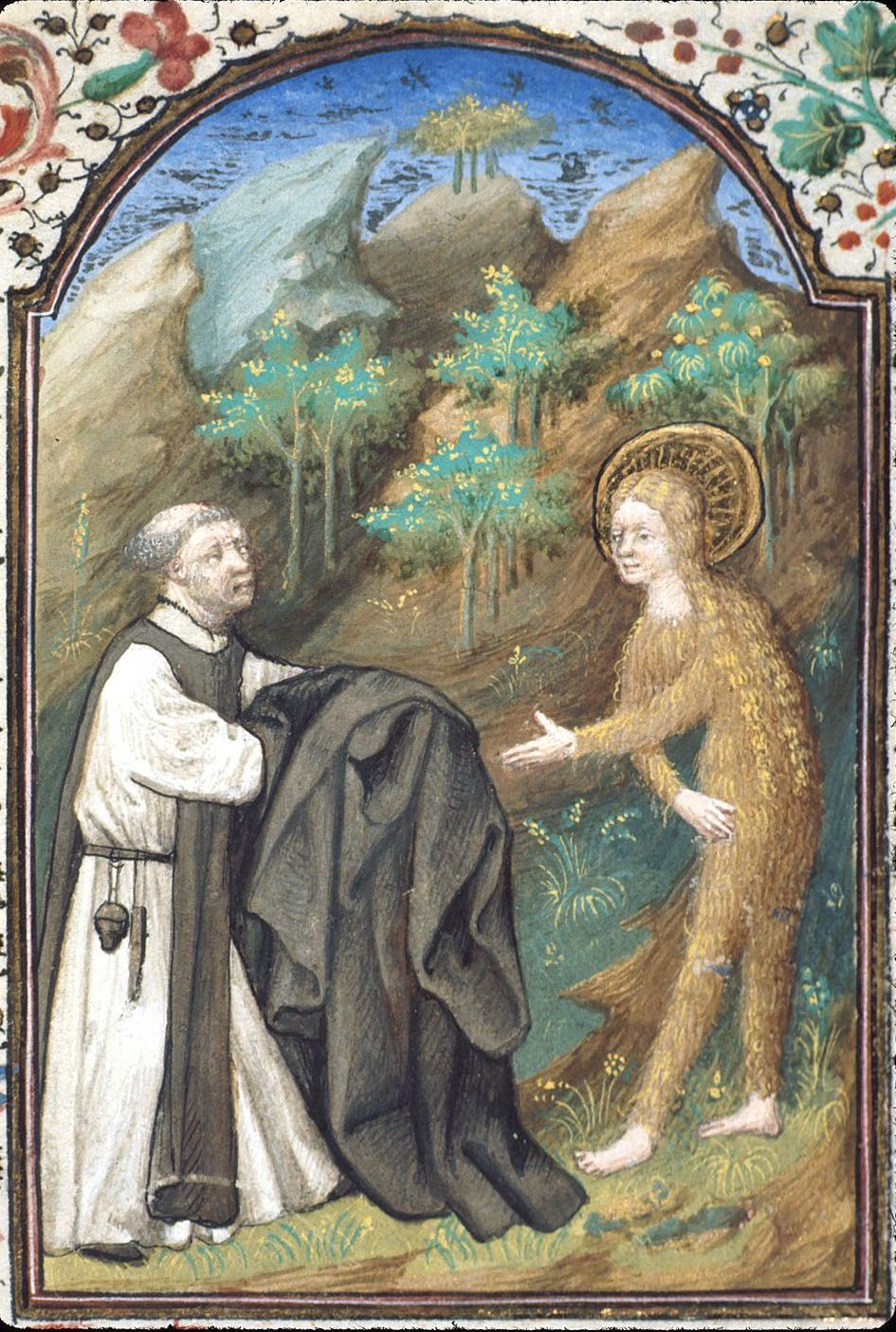
Zòsim i Maria, miniatura francesa del s. XV
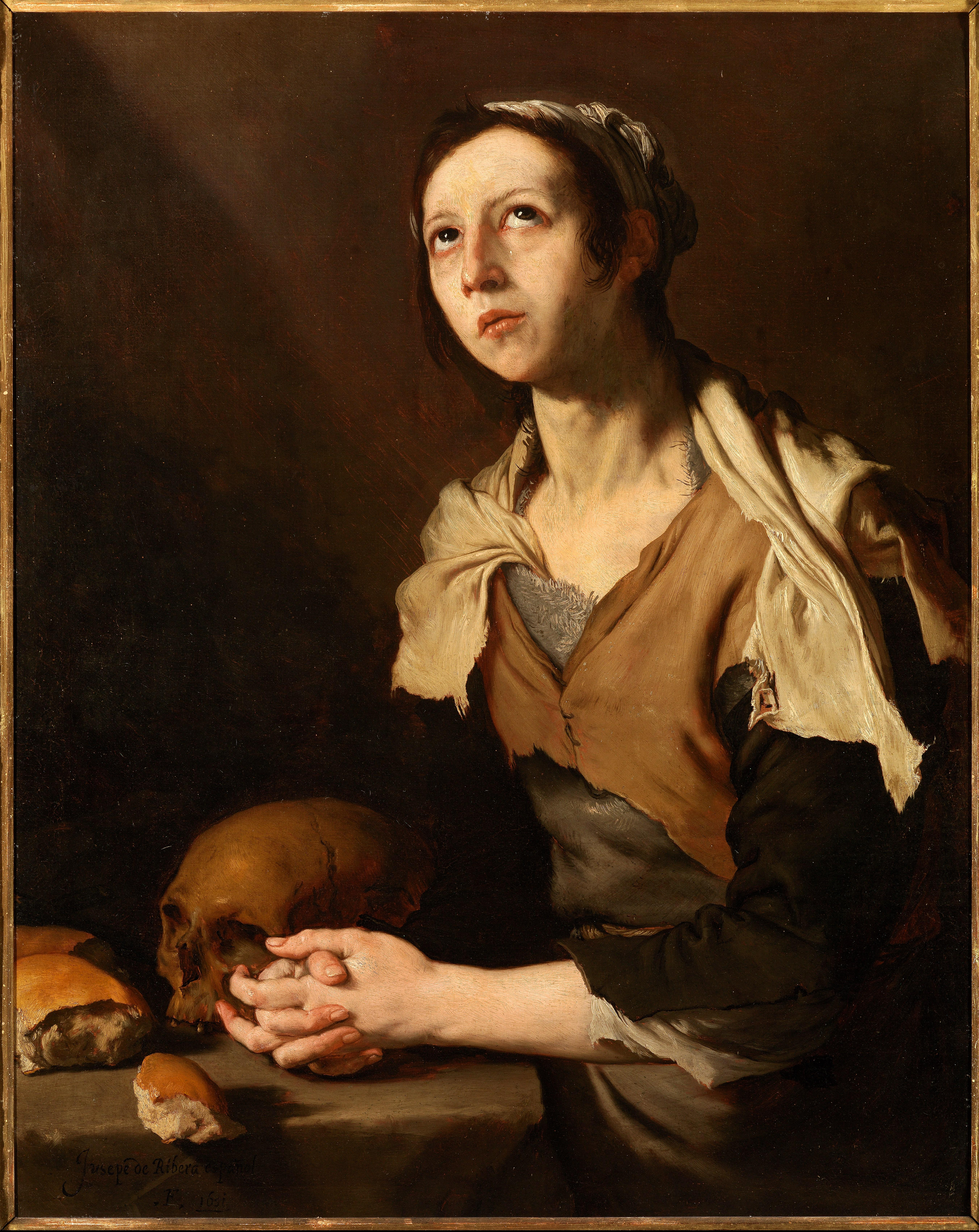
Pintura de Josep de Ribera, 1651 (Museo Civico Gaetano Filangieri)
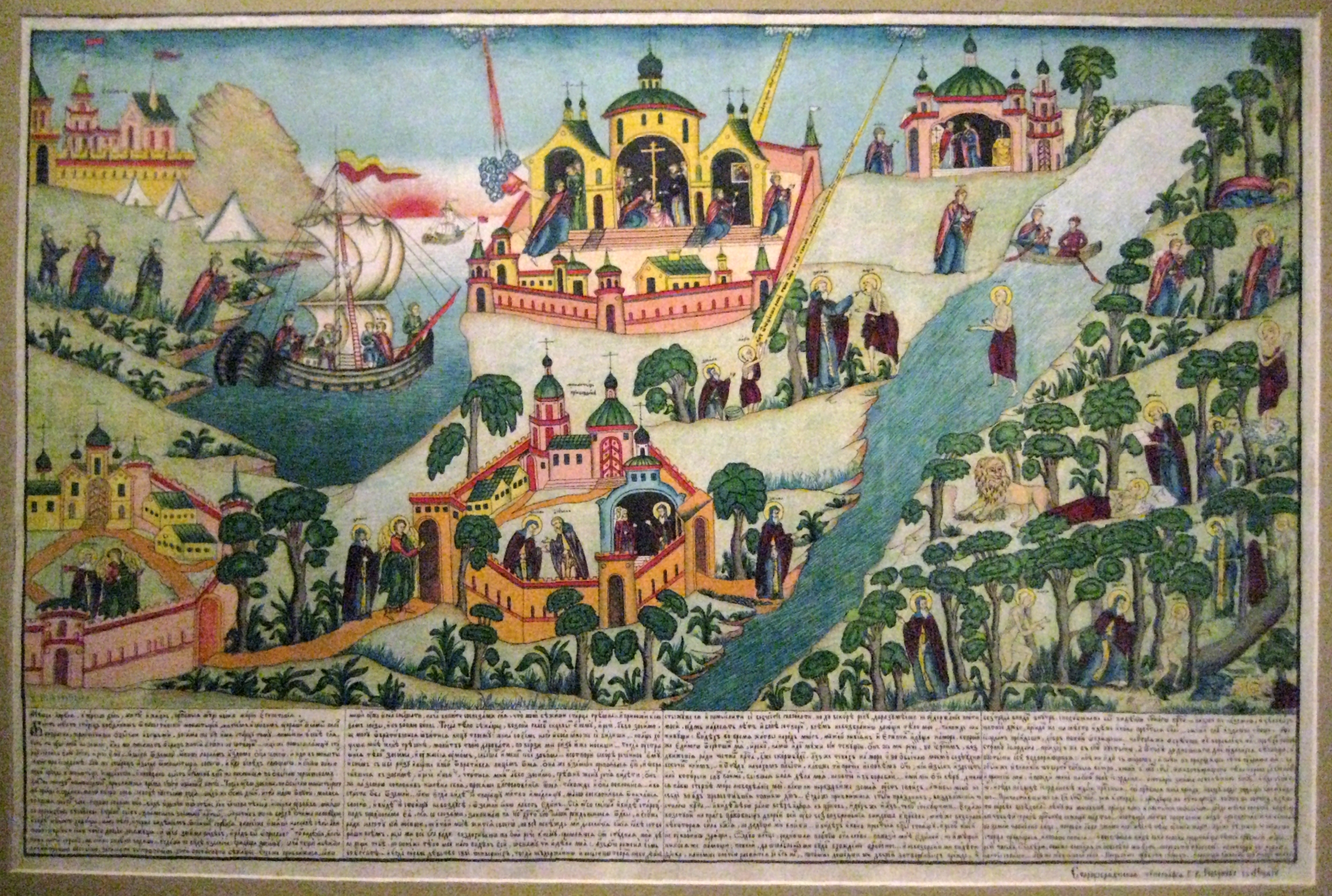
Làmina xilogràfica russa, s. XIX, amb la llegenda de la santa
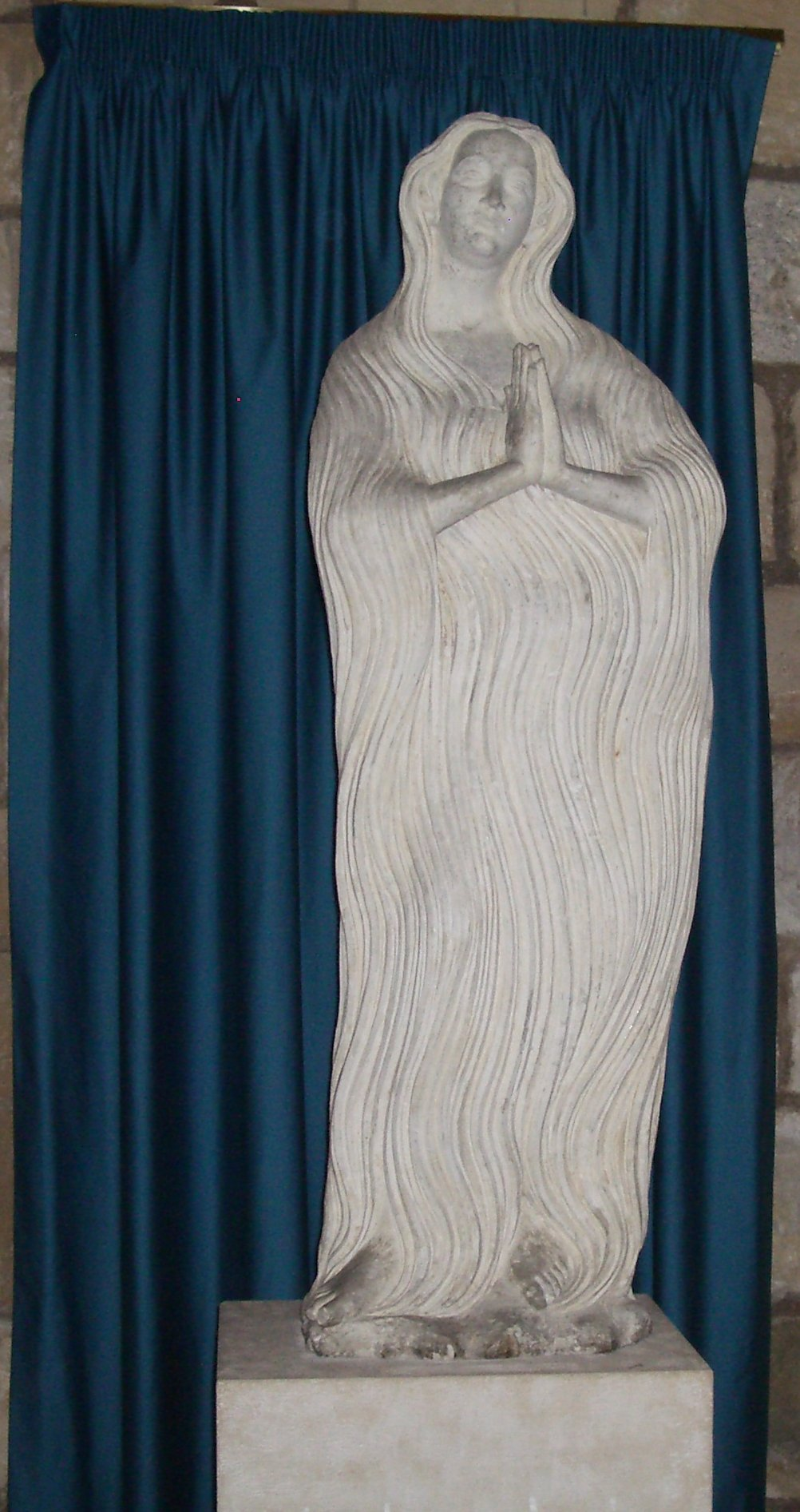
Escultura a la col·legiata d'Écouis

## Obres inspirades en la seva llegenda
La vida de la santa va ser popular durant l'Edat Mitjana i va inspirar gran quantitat d'obres artístiques, també més endavant, com el Tríptic de Maria Egipcíaca d'Emil Nolde (1912). A més, entre les obres literàries destaca la Vida de Santa María Egipcíaca, poema en castellà aragonès del segle xiii, del Mester de Clerecia i La vie de Sainte Marie l'égyptienne de Rutebeuf. Entre les obres musicals destaquen l'oratori de Francesco Gasparini Santa Maria Egiziaca, l'òpera-oratori d'Ottorino Respighi Maria Egiziaca, estrenada el 1932, i l'òpera de John Tavener de 1992.